# پایگاه هوایی لیلوارده
پایگاه هوایی لیلوارده (به انگلیسی: Lielvārde Air Base) یک فرودگاه Latvian Air Force است که یک باند فرود بتن دارد و طول باند آن ۲۵۰۰ متر است. این فرودگاه در کشور لتونی قرار دارد و در ارتفاع ۶۱ متری از سطح دریا واقع شده است.